# کانایا، شیزوئوکا
کانایا، شیزوئوکا (به لاتین: Kanaya) یک منطقهٔ مسکونی در ژاپن است که در ناحیه چوبو واقع شده‌است. کانایا ۲۰٬۳۶۴ نفر جمعیت دارد.